# Вудфорд (округ, Кентуккі)
Шаблон:StateAbbr_ 38°02′ пн. ш. 84°44′ зх. д. / 38.04° пн. ш. 84.74° зх. д.
Округ  Вудфорд (англ. Woodford County) — округ (графство) у штаті  Кентуккі, США. Ідентифікатор округу 21239.

## Історія
Округ утворений 1788 року.

## Демографія
За даними перепису 
2000 року 
загальне населення округу становило 23208 осіб, зокрема міського населення було 13617, а сільського — 9591.
Серед мешканців округу чоловіків було 11182, а жінок — 12026. В окрузі було 8893 домогосподарства, 6641 родин, які мешкали в 9374 будинках.
Середній розмір родини становив 2,99.
Віковий розподіл населення поданий у таблиці:
| Стать    | До 15 років | 15-21 | 22-29 | 30-39 | 40-49 | 50-65 | 65-85 | Понад 85 |
| -------- | ----------- | ----- | ----- | ----- | ----- | ----- | ----- | -------- |
| Чоловіки | 2417        | 1037  | 1055  | 1754  | 1997  | 1916  | 927   | 79       |
| Жінки    | 2464        | 1112  | 1056  | 1899  | 2129  | 1958  | 1226  | 182      |

## Суміжні округи
- Скотт — північний схід
- Файєтт — схід
- Джессамін — південний схід
- Мерсер — південний захід
- Андерсон — захід
- Франклін — північний захід

## Виноски
1. ↑  U.S. Decennial Census. United States Census Bureau. Архів оригіналу за 4 квітня 2018. Процитовано 20 серпня 2014.
2. ↑  Historical Census Browser. University of Virginia Library. Архів оригіналу за 11 серпня 2012. Процитовано 20 серпня 2014.
3. ↑  Population of Counties by Decennial Census: 1900 to 1990. United States Census Bureau. Архів оригіналу за 13 жовтня 2014. Процитовано 20 серпня 2014.
4. ↑  Census 2000 PHC-T-4. Ranking Tables for Counties: 1990 and 2000 (PDF). United States Census Bureau. Архів оригіналу (PDF) за 18 грудня 2014. Процитовано 20 серпня 2014.
5. ↑  State & County QuickFacts. United States Census Bureau. Архів оригіналу за 22 липня 2011. Процитовано 6 березня 2014.(англ.) Наведено за англійською вікіпедією.
6. ↑  American FactFinder. Бюро перепису населення США. Архів оригіналу за 26 лютого 2012. Процитовано 31 січня 2008.

| США | Це незавершена стаття з географії США. Ви можете допомогти проєкту, виправивши або дописавши її. |